# Hannoverscher Sportverein von 1896 1981-1982
Questa voce raccoglie le informazioni riguardanti l'Hannoverscher Sportverein von 1896 nelle competizioni ufficiali della stagione 1981-1982.

## Stagione
Nella stagione 1981-1982 l'Hannover, allenato da Diethelm Ferner, concluse il campionato di 2. Bundesliga al 5º posto. In Coppa di Germania l'Hannover fu eliminato agli ottavi di finale dal Norimberga.

## Rosa
| N. |                     | Ruolo | Calciatore          |
| -- | ------------------- | ----- | ------------------- |
|    | Germania (bandiera) | P     | Jürgen Rynio        |
|    | Islanda (bandiera)  | D     | Jóhannes Eðvaldsson |
|    | Germania (bandiera) | D     | Bernd Gorski        |
|    | Germania (bandiera) | D     | Horst Kinkeldey     |
|    | Germania (bandiera) | D     | Gerhard Kleppinger  |
|    | Germania (bandiera) | D     | Roland Kosien       |
|    | Germania (bandiera) | D     | Rainer Scholz       |
|    | Germania (bandiera) | D     | Karsten Surmann     |
|    | Germania (bandiera) | D     | Ulf Winskowsky      |

| N. |                     | Ruolo | Calciatore             |
| -- | ------------------- | ----- | ---------------------- |
|    | Germania (bandiera) | C     | Ralf Aussem            |
|    | Germania (bandiera) | C     | Norbert Bebensee       |
|    | Germania (bandiera) | C     | Bernd Dierßen          |
|    | Germania (bandiera) | C     | Jochen Goll            |
|    | Germania (bandiera) | A     | Frank Hartmann         |
|    | Germania (bandiera) | A     | Peter Hayduk           |
|    | Germania (bandiera) | A     | Horst Neumann          |
|    | Germania (bandiera) | A     | Dieter Schatzschneider |

## Organigramma societario
Area tecnica
- Allenatore: Diethelm Ferner
- Allenatore in seconda:
- Preparatore dei portieri:
- Preparatori atletici:

## Calciomercato

### Sessione estiva
| Acquisti | Acquisti            | Acquisti         | Acquisti |
| R.       | Nome                | da               | Modalità |
| -------- | ------------------- | ---------------- | -------- |
| C        | Ralf Aussem         | Viktoria Colonia |          |
| D        | Jóhannes Eðvaldsson | FC Tulsa         |          |
| C        | Jochen Goll         | Fortuna Colonia  |          |
| A        | Horst Neumann       | Darmstadt        |          |

| Cessioni | Cessioni          | Cessioni         | Cessioni |
| R.       | Nome              | a                | Modalità |
| -------- | ----------------- | ---------------- | -------- |
| D        | Peter Anders      | SV Osterwald     |          |
| C        | Heiko Mertes      | RW Oberhausen    |          |
| A        | Karl-Heinz Mrosko | Arminia Hannover |          |
| A        | George Sagna      | Oldenburg        |          |

### Sessione invernale
| Acquisti | Acquisti | Acquisti | Acquisti |
| R.       | Nome     | da       | Modalità |
| -------- | -------- | -------- | -------- |

| Cessioni | Cessioni | Cessioni | Cessioni |
| R.       | Nome     | a        | Modalità |
| -------- | -------- | -------- | -------- |

## Risultati

### 2. Bundesliga

#### Girone di andata
| Arbitro: | Waltert |

|                        |           |  |
| Neumann 33’ Gorski 58’ | Marcatori |  |

| Arbitro: | Werner |

|           |           |  |
| Hampl 68’ | Marcatori |  |

| Arbitro: | Meijerink |

|                                         |           |  |
| Schatzschneider 15’, 68’ Kleppinger 45’ | Marcatori |  |

| Arbitro: | Sahner |

|                                       |           |                     |
| Dreher 15’ Schatzschneider 29’ (aut.) | Marcatori | 19’ Schatzschneider |

| Arbitro: | Malbranc |

|                    |           |  |
| Neumann 67’ (rig.) | Marcatori |  |

| Arbitro: | Assenmacher |

|                             |           |             |
| Wagner 36’, 82’ Reiners 69’ | Marcatori | 76’ Dierßen |

| Arbitro: | Retzmann |

|                     |           |  |
| Schatzschneider 68’ | Marcatori |  |

| Arbitro: | Messmer |

|           |           |                                             |
| Sidka 24’ | Marcatori | 41’ Bebensee 48’ Gorski 54’ Schatzschneider |

| Arbitro: | Wuttke |

|                                |           |                                            |
| Schatzschneider 83’ Scholz 88’ | Marcatori | 10’ Hochheimer 43’ Dietrich 48’ Olaidotter |

| Arbitro: | Föckler |

|                  |           |                                         |
| Lenz 3’ Witt 35’ | Marcatori | 56’, 81’ Schatzschneider 76’ (aut.) Elm |

| Arbitro: | Uhlig |

|                                                             |           |                             |
| Kleppinger 13’ (rig.) Schatzschneider 27’ (rig.) Hayduk 39’ | Marcatori | 19’, 44’ Derigs 37’ Schwehr |

| Arbitro: | Brehm |

|                              |           |                             |
| Clute-Simon 2’, 59’ Kehr 76’ | Marcatori | 4’ Goll 39’ Schatzschneider |

| Arbitro: | Risse |

|                               |           |  |
| Schatzschneider 62’, 71’, 90’ | Marcatori |  |

| Arbitro: | Huster |

|                                  |           |              |
| Aumeier 58’ Besl 82’ Größler 86’ | Marcatori | 19’ Bebensee |

| Arbitro: | Hontheim |

|           |           |             |
| Janzon 2’ | Marcatori | 31’ Dierßen |

| Arbitro: | Zimmermann |

|                                                     |           |  |
| Hayduk 14’ Schatzschneider 41’, 45’, 47’ Aussem 72’ | Marcatori |  |

| Arbitro: | Ahlenfelder |

|                                    |           |                                                     |
| Leiendecker 25’ Metzler 28’ (rig.) | Marcatori | 45’ Dierßen 48’ Goll 61’ Hayduk 75’ Schatzschneider |

| Arbitro: | Ross |

|                             |           |                              |
| Bebensee 50’ Kleppinger 55’ | Marcatori | 21’, 60’ Remark 69’ Wesseler |

| Arbitro: | Eli |

|                              |           |                                  |
| Rolff 60’ Mödrath 63’ (rig.) | Marcatori | 24’ Schatzschneider 85’ Bebensee |

#### Girone di ritorno
| Arbitro: | Risse |

|                                            |           |                    |
| Birner 21’ Dämpfling 71’ (rig.) Piller 82’ | Marcatori | 8’ Schatzschneider |

| Arbitro: | Barnick |

|             |           |  |
| Bebensee 6’ | Marcatori |  |

| Essen 20 febbraio 1982, ore 19:00 CET 22ª giornata | Rot-Weiss Essen | 0 – 0 referto | Hannover 96 | Georg-Melches-Stadion (3 600 spett.)\| Arbitro: \| Sahner \| |
| Arbitro:                                           | Sahner          |               |             |                                                              |

| Arbitro: | Wuttke |

|             |           |  |
| Neumann 85’ | Marcatori |  |

| Arbitro: | Dellwing |

|                                    |           |                                    |
| Hofmann 2’ Raschid 55’ Schwarz 63’ | Marcatori | 31’ Schatzschneider 88’ Eðvaldsson |

| Hannover 27 febbraio 1982, ore 15:00 CET 25ª giornata | Hannover 96 | 0 – 0 referto | Wattenscheid 09 | Niedersachsenstadion (2 200 spett.)\| Arbitro: \| Hellwig \| |
| Arbitro:                                              | Hellwig     |               |                 |                                                              |

| Arbitro: | Föckler |

|                                        |           |                          |
| Bein 20’ Höfer 24’ Franusch 85’ (rig.) | Marcatori | 29’, 65’ Schatzschneider |

| Arbitro: | Hontheim |

|                                                             |           |                           |
| Scholz 6’ Hartmann 25’, 28’ Schatzschneider 50’, 54’ (rig.) | Marcatori | 35’ Wohlers 89’ Goldstein |

| Arbitro: | Michel |

|                    |           |                                    |
| Lehmann 49’ (rig.) | Marcatori | 35’ Kleppinger 44’ Schatzschneider |

| Arbitro: | Kasperowski |

|                                           |           |          |
| Scholz 14’ Schatzschneider 72’ Gorski 75’ | Marcatori | 82’ Lenz |

| Arbitro: | Möller |

|             |           |                                     |
| Löffler 20’ | Marcatori | 7’, 48’, 80’ (rig.) Schatzschneider |

| Arbitro: | Jupe |

|                                |           |          |
| Gorski 13’ Schatzschneider 55’ | Marcatori | 66’ Wolf |

| Arbitro: | Reichmann |

|           |           |          |
| Böhni 17’ | Marcatori | 84’ Goll |

| Arbitro: | Luca |

|                                       |           |              |
| Schatzschneider 81’, 90’ Hartmann 85’ | Marcatori | 78’ Sommerer |

| Arbitro: | Glaw |

|  |           |               |
|  | Marcatori | 40’ Abramczik |

| Arbitro: | Sahner |

|              |           |                   |
| Nathmann 23’ | Marcatori | 76’, 89’ Hartmann |

| Arbitro: | Hennig |

|                                |           |                              |
| Schatzschneider 3’ (rig.), 55’ | Marcatori | 25’ Baier 51’ (rig.) Metzler |

| Arbitro: | Assenmacher |

|               |           |  |
| Beck 28’, 42’ | Marcatori |  |

| Arbitro: | Luca |

|                         |           |  |
| Hartmann 7’ Dierßen 10’ | Marcatori |  |

### Coppa di Germania
| Arbitro: | Wahmann |

|                                                       |           |                  |
| Hayduk 5’ Gorski 16’ Bebensee 18’ Kleppinger 24’, 76’ | Marcatori | 9’ (rig.) Kutzop |

| Arbitro: | Wippker |

|                               |           |                                |
| Reiners 20’ (rig.) Kunkel 45’ | Marcatori | 11’ Goll 29’ (rig.) Kleppinger |

| Arbitro: | Osmers |

|                                                                            |           |  |
| Bebensee 39’ Dierßen 44’ Gorski 50’, 67’ Neumann 55’ Kleppinger 62’ (rig.) | Marcatori |  |

| Arbitro: | Roth |

|                            |           |  |
| Neumann 56’ Kleppinger 57’ | Marcatori |  |

| Arbitro: | Linn |

|                     |           |                              |
| Schatzschneider 27’ | Marcatori | 57’ Heck 82’ Eggert 83’ Eder |

## Statistiche

### Statistiche di squadra
| Competizione      | Punti | In casa | In casa | In casa | In casa | In casa | In casa | In trasferta | In trasferta | In trasferta | In trasferta | In trasferta | In trasferta | Totale | Totale | Totale | Totale | Totale | Totale | DR  |
| Competizione      | Punti | G       | V       | N       | P       | Gf      | Gs      | G            | V            | N            | P            | Gf           | Gs           | G      | V      | N      | P      | Gf     | Gs     | DR  |
| ----------------- | ----- | ------- | ------- | ------- | ------- | ------- | ------- | ------------ | ------------ | ------------ | ------------ | ------------ | ------------ | ------ | ------ | ------ | ------ | ------ | ------ | --- |
| 2. Bundesliga     | 45    | 19      | 13      | 3       | 3       | 41      | 17      | 19           | 6            | 4            | 9            | 31           | 35           | 38     | 19     | 7      | 12     | 72     | 52     | +20 |
| Coppa di Germania | -     | 4       | 3       | 0       | 1       | 14      | 4       | 1            | 0            | 1            | 0            | 2            | 2            | 5      | 3      | 1      | 1      | 16     | 6      | +10 |
| Totale            | 45    | 23      | 16      | 3       | 4       | 55      | 21      | 20           | 6            | 5            | 9            | 33           | 37           | 43     | 22     | 8      | 13     | 88     | 58     | +30 |

### Andamento in campionato
| Giornata  | 1 | 2 | 3 | 4 | 5 | 6 | 7 | 8 | 9 | 10 | 11 | 12 | 13 | 14 | 15 | 16 | 17 | 18 | 19 | 20 | 21 | 22 | 23 | 24 | 25 | 26 | 27 | 28 | 29 | 30 | 31 | 32 | 33 | 34 | 35 | 36 | 37 | 38 |
| --------- | - | - | - | - | - | - | - | - | - | -- | -- | -- | -- | -- | -- | -- | -- | -- | -- | -- | -- | -- | -- | -- | -- | -- | -- | -- | -- | -- | -- | -- | -- | -- | -- | -- | -- | -- |
| Luogo     | C | T | C | T | C | T | C | T | C | T  | C  | T  | C  | T  | T  | C  | T  | C  | T  | T  | C  | T  | C  | T  | C  | T  | C  | T  | C  | T  | C  | T  | C  | C  | T  | C  | T  | C  |
| Risultato | V | P | V | P | V | P | V | V | P | V  | N  | P  | V  | P  | N  | V  | V  | P  | N  | P  | V  | N  | V  | P  | N  | P  | V  | V  | V  | V  | V  | N  | V  | P  | V  | N  | P  | V  |
| Posizione | 2 | 7 | 3 | 7 | 5 | 9 | 6 | 2 | 9 | 6  | 5  | 8  | 5  | 8  | 8  | 8  | 5  | 6  | 6  | 8  | 7  | 7  | 6  | 7  | 8  | 10 | 9  | 8  | 5  | 5  | 4  | 5  | 4  | 6  | 4  | 4  | 5  | 5  |

Legenda:

Luogo: C = Casa; T = Trasferta. Risultato: V = Vittoria; N = Pareggio; P = Sconfitta.

### Statistiche dei giocatori
| Giocatore          | 2. Bundesliga | 2. Bundesliga | 2. Bundesliga | 2. Bundesliga | Coppa di Germania | Coppa di Germania | Coppa di Germania | Coppa di Germania | Totale   | Totale | Totale      | Totale     |
| Giocatore          | Presenze      | Reti          | Ammonizioni   | Espulsioni    | Presenze          | Reti              | Ammonizioni       | Espulsioni        | Presenze | Reti   | Ammonizioni | Espulsioni |
| ------------------ | ------------- | ------------- | ------------- | ------------- | ----------------- | ----------------- | ----------------- | ----------------- | -------- | ------ | ----------- | ---------- |
| R. Aussem          | 31            | 1             | 4             | 0             | 4                 | 0                 | 1                 | 0                 | 35       | 1      | 5           | 0          |
| N. Bebensee        | 23            | 5             | 2             | 0             | 5                 | 2                 | 1                 | 0                 | 28       | 7      | 3           | 0          |
| B. Dierßen         | 35            | 4             | 7             | 0             | 5                 | 1                 | 0                 | 0                 | 40       | 5      | 7           | 0          |
| J. Eðvaldsson      | 21            | 1             | 2             | 0             | 2                 | 0                 | 0                 | 0                 | 23       | 1      | 2           | 0          |
| J. Goll            | 35            | 3             | 4             | 0             | 5                 | 1                 | 0                 | 0                 | 40       | 4      | 4           | 0          |
| B. Gorski          | 35            | 4             | 3             | 0             | 4                 | 3                 | 0                 | 0                 | 39       | 7      | 3           | 0          |
| F. Hartmann        | 15            | 6             | 1             | 0             | 2                 | 0                 | 0                 | 0                 | 17       | 6      | 1           | 0          |
| P. Hayduk          | 33            | 3             | 1             | 0             | 4                 | 1                 | 0                 | 0                 | 37       | 4      | 1           | 0          |
| H. Kinkeldey       | 21            | 0             | 0             | 0             | 1                 | 0                 | 0                 | 0                 | 22       | 0      | 0           | 0          |
| G. Kleppinger      | 37            | 4             | 5             | 0             | 5                 | 5                 | 0                 | 0                 | 42       | 9      | 5           | 0          |
| R. Kosien          | 9             | 0             | 2             | 0             | 1                 | 0                 | 0                 | 0                 | 10       | 0      | 2           | 0          |
| H. Neumann         | 25            | 3             | 0             | 0             | 5                 | 2                 | 0                 | 0                 | 30       | 5      | 0           | 0          |
| J. Rynio           | 38            | 0             | 0             | 0             | 5                 | 0                 | 0                 | 0                 | 43       | 0      | 0           | 0          |
| D. Schatzschneider | 36            | 34            | 4             | 0             | 5                 | 1                 | 1                 | 0                 | 41       | 35     | 5           | 0          |
| R. Scholz          | 38            | 3             | 3             | 0             | 5                 | 0                 | 0                 | 0                 | 43       | 3      | 3           | 0          |
| K. Surmann         | 26            | 0             | 0             | 0             | 3                 | 0                 | 0                 | 0                 | 29       | 0      | 0           | 0          |
| U. Winskowsky      | 22            | 0             | 1             | 0             | 4                 | 0                 | 1                 | 0                 | 26       | 0      | 2           | 0          |